# Storbäcktjärnen, Härjedalen
Storbäcktjärnen är en sjö i Härjedalens kommun i Härjedalen och ingår i Ljusnans huvudavrinningsområde.